# Dashdorjiin Natsagdorj
Dashdorjiin Natsagdorj (n. 17 noiembrie 1906, Töw-Aimag, Mongolia – d. 13 iunie 1937, Ulaanbaatar, Republica Populară Mongolă) a fost un scriitor și jurnalist mongol. Este considerat fondatorul literaturii mongole⁠(d) și poetul național al acestei țări.

## Opera
- 1924: Monggolun ügeigüü ail-un khöbegün („Fiul unei familii proletare mongole”)
- 1930: Ламбугуайн нулимс / Lambugain nulims („Lacrimile unui lama”);
- 1930: Хуучин хүү / Khuuchin khüü („Fiul vechii lumi”), povestiri ilustrând transformările în conștiința individuală generate de Revoluția Mongolă din 1921⁠(d);
- 1932: Цагаан сар ба хар нулимс / Cagaan sar ba xar nulims („Luna albă și lacrimile negre”);
- 1932 (sau 1933): Миний нутаг / Minii nutag („Patria mea”), versuri în stilul realismului socialist de celebrare a Revoluției;
- 1934: Учиртай гурван толгой / Uchirtai gurvan tolgoi („Cele trei coline mâhnite”).